# 雨乞山 (島根県)
雨乞山（あまごいやま）は、島根県松江市にある山である。標高は155.2mである。

## 概要
雨乞いの神として信仰されていた「りいわ（龍王）」を祀る神木である「りいわの松」があった。南側の山麓には石棺式石室をもつ古墳である雨乞山古墳がある。この古墳は1986年（昭和61年）に当時の八雲村教育委員会によって発掘調査が行われた。これによって一辺が14mの方墳であることや、厚い大形の石を組み合わせて造られていることがわかった。

## 放送送信設備
当山には地上アナログテレビジョン放送の出雲八雲中継局が設置されていた。地上デジタルテレビジョン放送では設置予定が無く、松江送信所・中継局を受信することになる。

### 地上アナログテレビジョン放送
2011年（平成23年）7月24日正午で通常の放送が終了し、24時までに停波して廃局となった。
| チャンネル | 放送局名                      | 空中線 電力       | ERP                 | 放送対象地域   | 放送区域 内世帯数 |
| ---------- | ----------------------------- | ----------------- | ------------------- | -------------- | ----------------- |
| 36         | BSS 山陰放送                  | 映像3W/ 音声750mW | 映像10.5W/ 音声2.7W | 鳥取県・島根県 | 不明              |
| 38         | TSK 山陰中央 テレビジョン放送 | 映像3W/ 音声750mW | 映像10.5W/ 音声2.7W | 鳥取県・島根県 | 不明              |
| 40         | NKT 日本海 テレビジョン放送   | 映像3W/ 音声750mW | 映像10.5W/ 音声2.6W | 鳥取県・島根県 | 不明              |
| 48         | NHK 松江総合                  | 映像3W/ 音声750mW | 映像9.9W/ 音声2.5W  | 島根県         | 不明              |
| 50         | NHK 松江教育                  | 映像3W/ 音声750mW | 映像9.9W/ 音声2.5W  | 全国           | 不明              |